# Jugo-Vostočnaja
Jugo-Vostočnaja (in russo Юго-Восточная?, ovvero stazione sud-orientale) è una stazione della linea 15 della metropolitana di Mosca. Inaugurata il 27 marzo 2020, la stazione serve il quartiere di Vychino-Žulebino. È una delle poche stazioni della metropolitana di Mosca ad avere banchine laterali e non ad isola. Lo stile della stazione è ispirato alle architetture delle ex-repubbliche sovietiche dell'Asia Centrale: sulle pareti prevalgono i colori quali beige, giallo, grigio e nero, mentre il pavimento è realizzato in granito marrone mentre le rifiniture sono composte di travertino e calcare. Il soffitto invece presenta cupole riflettenti.

## Galleria d'immagini

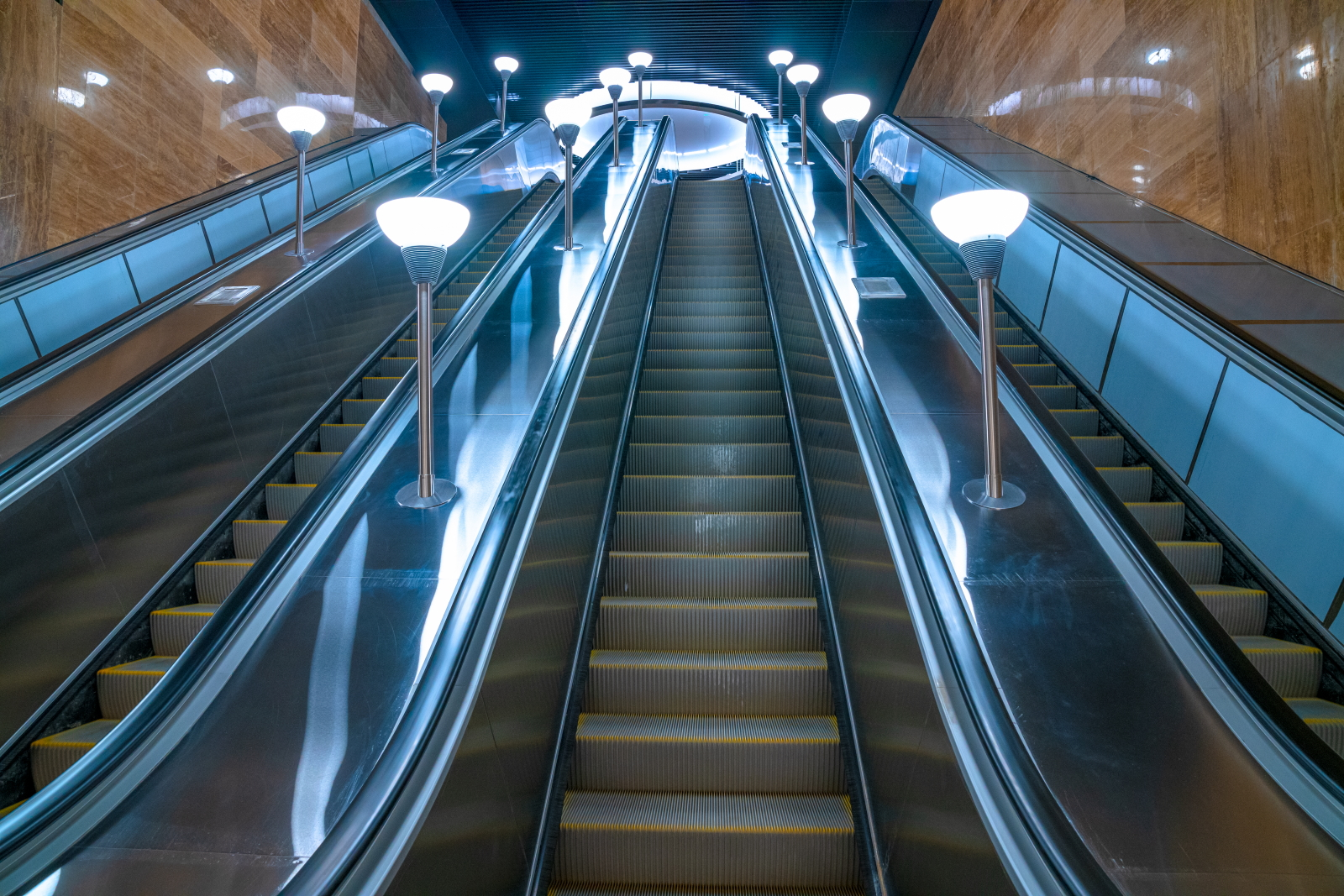
Particolare delle scale mobili
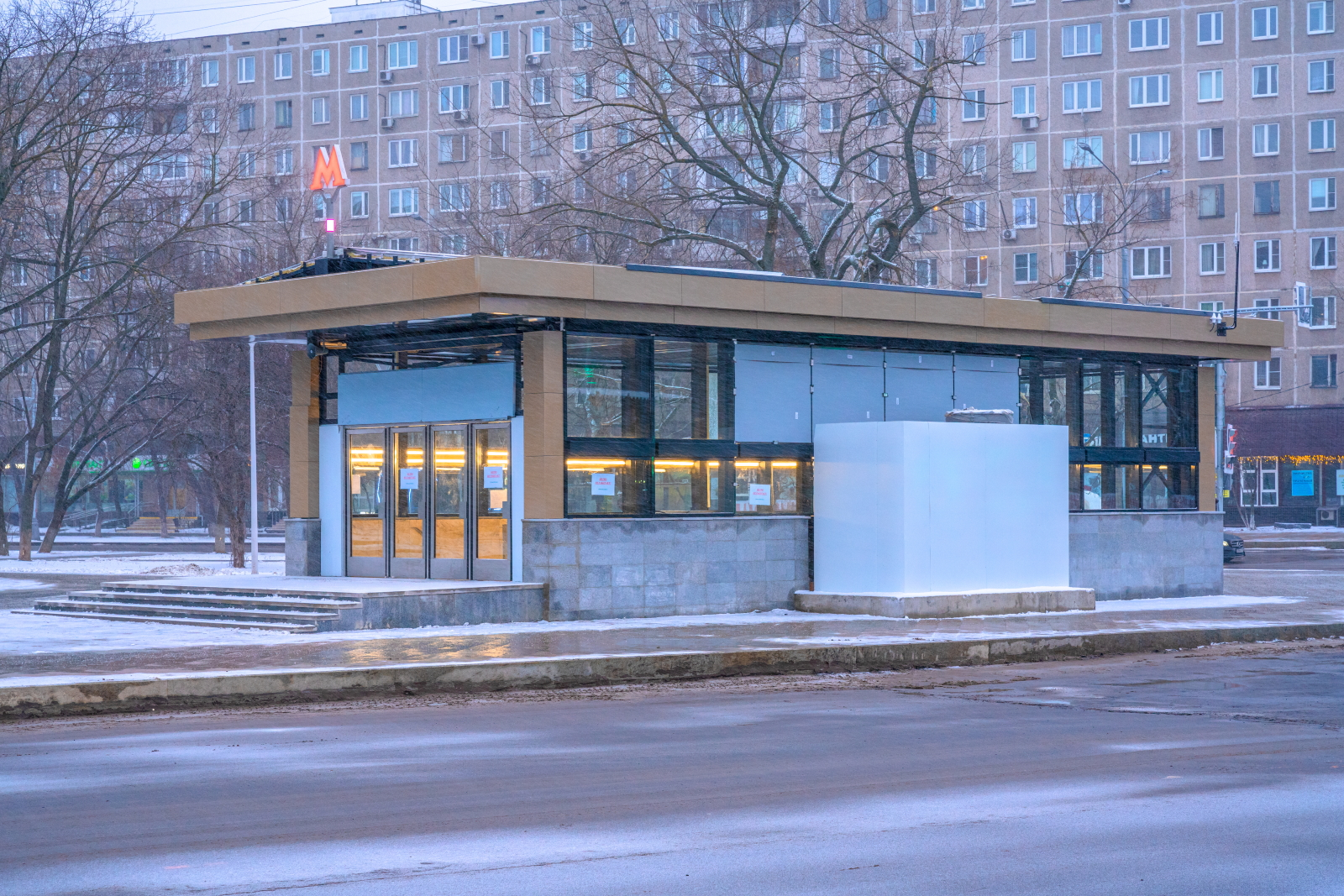
Veduta di uno degli ingressi
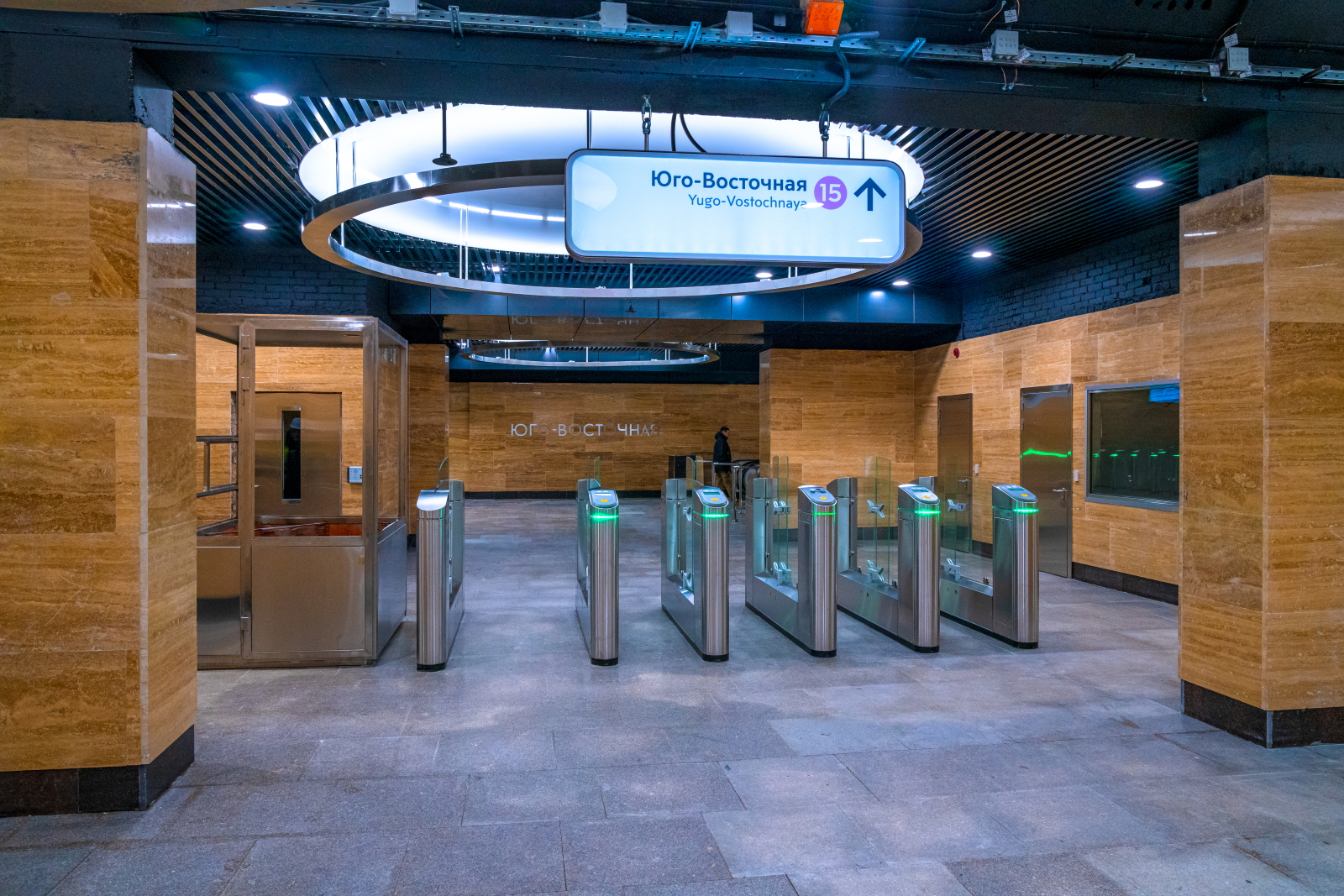
La zona dei tornelli